# Constantin Macarovici
Constantin Macarovici (n. 22 februarie 1902, Negrești, Vaslui – d. 7 februarie 1984, Cluj-Napoca) a fost chimist român, membru corespondent (1955) al Academiei Române.

## Distincții
- Ordinul Muncii clasa a II-a (31 mai 1957) „pentru merite deosebite în muncă, cu ocazia celui de al II-lea Congres al Asociației Științifice a Inginerilor și Tehnicienilor din Republica Populară Romînă”[1]